# Universitat d'Utrecht

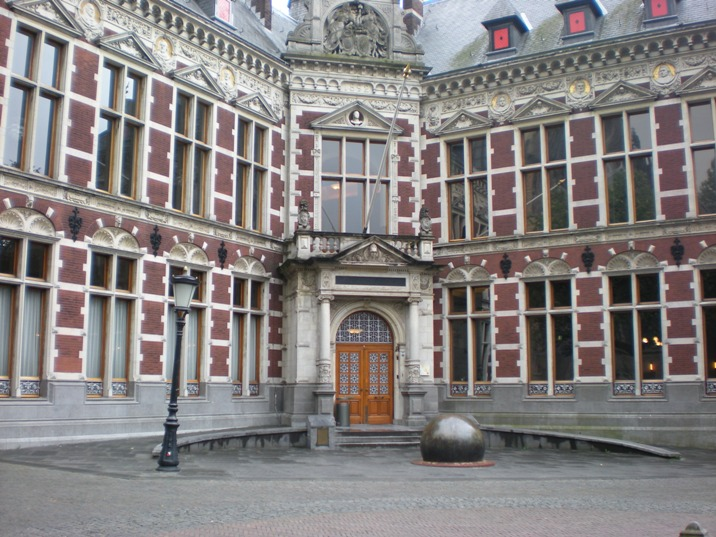
Academiegebouw

La Universitat d'Utrecht és una universitat neerlandesa situada a Utrecht, en el centre del país. Fou creada el 1636 i compta amb més de 30.000 estudiants, té 52 graus i 169 màsters.

## Facultats
La Universitat d'Utrecht té set facultats que es troben a parts diferents de la ciutat:
- Facultat d'Humanitats
- Facultat de Dret, Economia i Administració pública
- Facultat de Ciències de la Terra
- Facultat de Medicina, part de l'UMC Utrecht (Centre Mèdic Universitari d'Utrecht)
- Facultat de Veterinària
- Facultat de Ciències Socials
- Facultat de Ciències Exactes

També hi ha tres altres organitzacions educatives:
- University College Utrecht
- Roosevelt Academy, delegació de la universitat a Zelanda
- IVLOS